# معبد فات فو (لاوس)

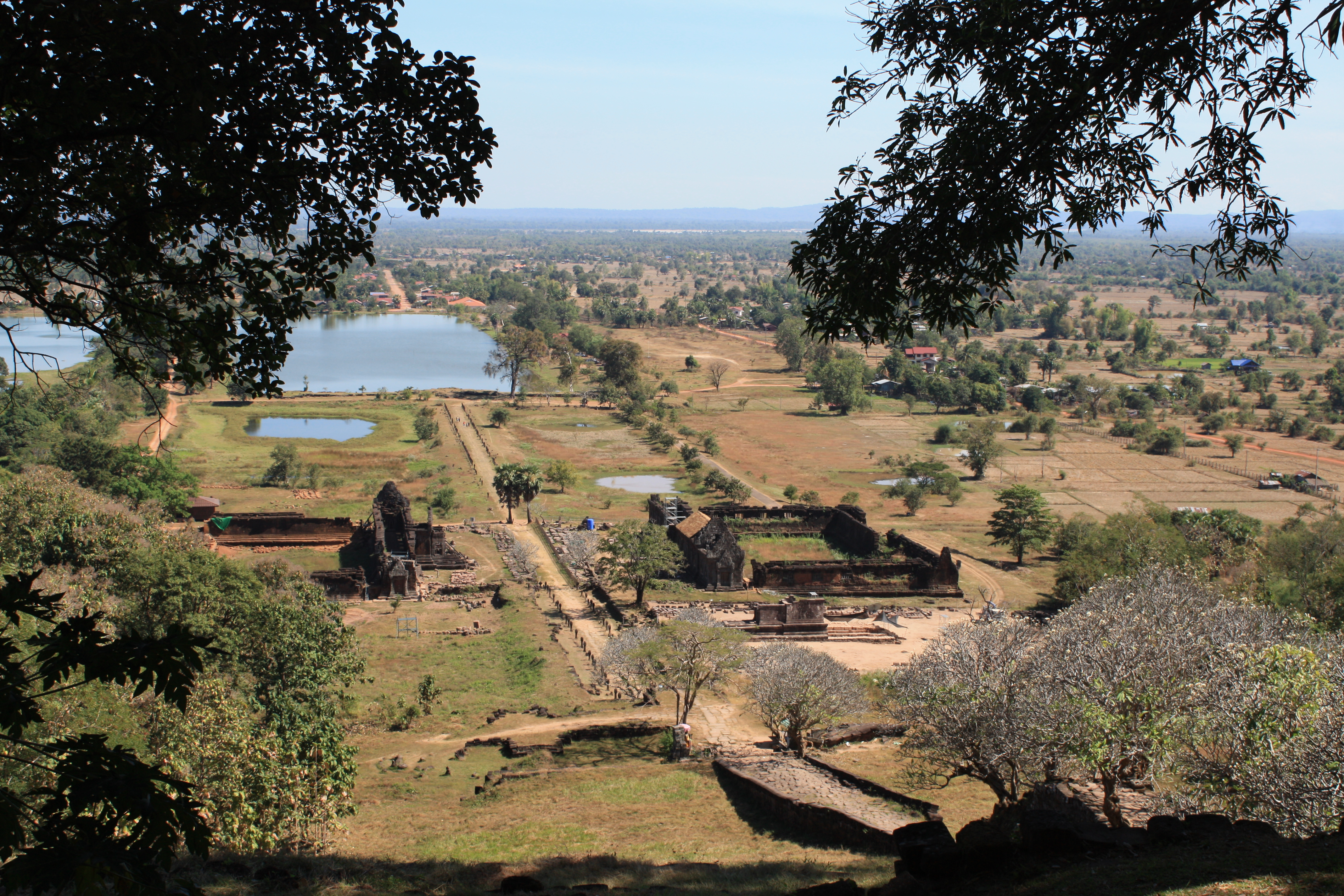
منظر معبد فات فو في جنوب لاوس الذي يرجع لحقبة الخمير.

معبد فات فو (لاو:ວັດພູ) التاريخي الواقع في محافظة تشامباساك جنوب لاوس ويرجع لحضارة الخمير قبل ألف عام والتي تم ادخالها من ضمن مواقع التراث العالمي في العام 2001
1. ↑  وصلة مرجع: http://www.vatphu-champasak-laos.com/index.php/vat-phou-complex-temples-2/ancient-city.
2. ↑  وصلة مرجع: http://www.vatphu-champasak-laos.com/index.php/vat-phou-complex-temples-2/main-complex.